# Cigánd
Cigánd es una pequeña ciudad del condado de Borsod-Abaúj-Zemplén, en el norte de Hungría. Es la capital del distrito de Cigánd y se encuentra a 80 kilómetros de la capital del condado, Miskolc.

## Historia
La zona ha estado habitada desde la antigüedad. Antes de que los húngaros la conquistaran, aquí vivían tribus eslavas y ávaras.
Cigánd se menciona por primera vez en documentos en 1289. Sus habitantes eran pescadores, cazadores y siervos. En 1347, debido a un debate sobre la propiedad, el pueblo se dividió en dos partes, que tenían por nombre Pequeña Cigánd y Gran Cigánd. Ambas partes se unificaron de nuevo en 1922.
Tras la regulación del río Tisza, el pueblo obtuvo tierras cultivables y desde ese momento los residentes cultivaron patatas.
A Cigánd se le concedió el estatus de ciudad el 1 de julio de 2004.

## Relaciones internacionales

### Ciudades hermanadas
Cigánd está hermanada con:
- Aluniș, Rumanía
- Biel, Eslovaquia
- Sobrance, Eslovaquia